# Wûnseradiel
Wûnseradiel est une ancienne commune néerlandaise de la province de la Frise. 

## Histoire
En 1987, le nom officiel frison occidental a été adopté, aux dépens du nom néerlandais de Wonseradeel. Le centre historique de l'ancienne commune était le village de Wons, qui lui avait donné son nom.
La commune a existé jusqu'au 1er janvier 2011. À cette date, la commune a été regroupée avec les communes de Bolsward, Nijefurd, Sneek et Wymbritseradiel pour former la nouvelle commune de Súdwest Fryslân.